# Dominique Aulanier
Dominique Aulanier est un footballeur français né le 13 septembre 1973 à Saint-Chamond et mort le 31 juillet 2020 à Portiragnes (Hérault). Son poste de prédilection est milieu de terrain.

## Biographie
Dominique Aulanier joue son 1er match en D1 le 22 octobre 1994 lors de la rencontre AS Saint-Étienne - AS Cannes (1-0).
Au total, il joue 49 matchs en 1re Division, inscrivant 3 buts. Il dispute également 4 matchs en Coupe des coupes où il inscrit 2 buts lors de l'année 1997.
Le 31 juillet 2020, il meurt des suites d'une crise cardiaque.

## Carrière
- 1994-1997 : AS Saint-Étienne  France
- juil. 1997- déc.1997 : OGC Nice  France
- janv. 1998-juin 1998 : Nîmes Olympique  France
- 1998-nov. 2002 : OGC Nice  France
- nov. 2002-2003 : AS Cannes  France
- août 2003-oct. 2003 : GD Estoril-Praia  Portugal
- 2003-2004 : FC Rouen  France
- 2004-2004 : FC Sion  Suisse
- 2004-2005 : AS Cannes  France
- 2005-2006 : FC Sète  France
- 2006-2008 :  Pointe-Courte Sète  France
- juil. 2008-déc. 2008 : FC Sète  France
- janv. 2009-2010 : AS Béziers  France
- 2010-2011 : USO Florensac-Pinet  France
- (2012)-(2013): FC Mèze  France (PHB-Hérault)
- (2013): Olympique Saint Romanais Vaucluse (2e division Rhône durance)[3]

## Statistiques
- 4 matchs et 2 buts en Coupe des Vainqueurs de Coupes
- 49 matchs et 3 buts en Ligue 1
- 237 matchs et 33 buts en Ligue 2
- 56 matchs et 15 buts en National
- 18 matchs et 3 buts en 2e division suisse
- 7 matchs et 3 buts en 2e division portugaise